# Lars Benzelstierna (mineralog)
Lars Benzelstierna, född den 27 mars 1680 i Uppsala, död den 10 juni 1755 i Stockholm, var en svensk mineralog och ämbetsman inom bergsindustrin, samt titulärlandshövding.

## Biografi
Lars Benzelstierna var son till ärkebiskop Erik Benzelius d.ä. och Margareta Odhelia, och såsom släkt och ättling till en rad biskopar och ärkebiskopar tog hans livsväg måhända en oväntad vändning när han i stället skulle ägna sig åt bergsindustrin. Uppmuntrad av sin morbror assessor Erik Odelstiernas råd och föredöme, ägnade han sig tidigt åt bergsvetenskapen och inskrevs i Bergskollegium år 1700 som auskultant. 1703-06 företog han en vetenskaplig resa till utlandet, under vilken han huvudsakligen uppehöll sig vid bergverken i Sachsen, Böhmen och Storbritannien.
Vid återkomsten till hemlandet ingick han åter i Bergskollegium, där han 1712 blev notarie, och 1713 kallades han till Adam Leijels efterträdare som bergmästare i fjärde bergmästaredömet, Öster- och västerbergslagen. Benzelstierna blev 1722 assessor i Bergskollegiet. Fem år därefter förordnad till direktör för Hällefors silververk, blev han 1744 bergsråd och erhöll någon tid därefter titeln landshövding.
Benzelstierna invaldes 1740 som ledamot nummer 42 av Kungliga Vetenskapsakademien, var riddare av Nordstjärneorden, och från 1751 skattmästare för alla kungliga ordnar.
Lars Benzelstiernas första hustru, Hedvig Swedenborg, var syster till Emanuel Swedenborg och dotter till Jesper Svedberg och Sara Albrechtsdotter Behm (släkten Behm), en släkt som gjort sig namn inom bergsvetenskapen. Andra hustrun, Catharina Insenstjerna, var dotter till Eva Leijel vars släkt i än högre grad dominerade det svenska bruksväsendet. Han fick bara barn i första äktenskapet. Bara en son, Lars Benzelstierna, gick i släktens spår och blev biskop. De övriga sönerna verkade inom bergsindustrin och i krigsmakten.